# 1979年太平洋颶風季
1979年太平洋颶風季（英語：1979 Pacific hurricane season）是一個不活躍的太平洋颶風季，一共形成了10場獲得命名的風暴、6場颶風，及4場大型颶風。是次颶風季沒有於中太平洋形成任何熱帶氣旋，為有記錄以來最近的一次（截至2021年）。該海盆一年平均出現4－5場熱帶氣旋。

1979年的颶風季活動處於傳統颶風季的範圍之內，就東太平洋海盆而言，颶風季於5月15日開始，並於11月30日結束。傳統上每年絕大多數熱帶氣旋都是在這段時間形成。颶風季的首個系統安德烈斯於5月31日形成，而全年最後一個氣旋希梅納於11月18日消散。6月上旬，安德烈斯以「微颶風」的形式移向墨西哥內陸，而同年10月，伊格納西奧以熱帶低氣壓的形式吹襲海岸線。這些風暴的影響均為微乎其微，正如全季風暴優勢的影響一樣。風暴雖然沒有對陸上造成任何傷亡或損失，但2名漁民卻在海上被淹死。

## 風暴

### 颶風安德烈斯
5月31日清晨，一股熱帶擾動於特萬特佩克灣南部形成，並於同日下午6時發展成熱帶低氣壓。6月2日上午6時，該系統從西方轉往西北偏西移動，並增強為熱帶風暴安德烈斯（Andres）。它其後於6月3日下午6時左右強化成全季首股颶風。同日較後時分，氣象預報員於衛星圖片中留意到一個細小的風眼。此時之後，云云船隻之中只有一艘遭遇了風暴，錄得內核半徑為21英里（34）。該股氣旋其後於6月4日凌晨12時左右達到風速100英里每小時（160每小時），為2級颶風。其後安德烈斯轉往西北方向移動，並逐漸減弱，於下午1時左右以「微颶風」的形式，吹襲位於曼薩尼約東面約105英里（169）的一段海岸線。5小時後，系統轉變為溫帶氣旋。

6月3日，所有飛往格雷羅州阿卡普尔科的航班取消，後因安德烈斯遠離當地而於翌日恢復。暴雨引發的洪水淹沒當地的房屋，亦使街上的汽車於水上漂浮。強風亦吹倒了電線，導致許多居民缺乏電力供應。在海上，2名漁民因其小船在波濤洶湧的海面上翻覆而喪生。一艘貨船上的船員解救了4名在沉沒的豪華遊艇「佛羅里達二號」上的乘客。

### 熱帶風暴布蘭卡
6月17日，一股向西移動的熱帶擾動穿過哥斯达黎加和巴拿马，並進入東太平洋。系統起初發展緩慢，但於6月21日上午6時強化成熱帶低氣壓。它其後進一步增強，並於6月22日凌晨12時左右增強成熱帶風暴布蘭卡（Blanca）。布蘭卡於溫暖水域上移動，並於6月22－23日達到50英里每小時（80每小時）的風速。該股氣旋及後轉往西北偏西移動並開始減弱，尤以其接觸較冷水域後為甚。6月25日中午12時後，系統在陸地遠處消散。

### 熱帶風暴卡洛斯
7月11日，一股熱帶擾動於形成，並於7月14日下午6時左右發展成熱帶低氣壓。該股氣旋其後迅速向西移動，於6小時後增強成熱帶風暴卡洛斯（Carlos），並於7月15日錄得50英里每小時（80每小時）的最高風速。卡洛斯於索科羅島以南外20英里（32）掠過，並於不久後進入較冷的水域及較乾燥的空氣。該股氣旋於7月16日上午6時後，在南下加利福尼亞州西南面消散。

### 颶風多洛雷斯
7月14日，一片擾動天氣區於危地马拉南面形成。該片天氣區於7月17日上午6時左右發展成熱帶低氣壓，並於12小時後增強為熱帶風暴多洛雷斯（Dolores）。該股氣旋沿一片上層高壓區的南面移動，經過溫暖的水域，促進其持續發展。7月18日下午6時，它增強成颶風，並進入一段快速增强期，與在衛星圖片上清晰可見的風眼形成相吻合。多洛雷斯於7月20日上午6時左右增強成全季首場大型颶風，於7月21日清晨達到120英里每小時（190每小時）的最高風速。自東北方移向墨西哥北部的高氣壓令多洛雷斯轉往西北方向移動，進入較冷的水域和較乾燥的空氣。該系統於7月23日下午6時後，在下加利福尼亞州西面消散。

### 颶風恩里克
熱帶氣旋活動在經歷接近一個月的沉寂後，一股新的熱帶擾動於8月17日下午6時左右，在開闊的東太平洋上空形成。該股擾動在非常溫暖的水域向西移動，於6小時後增強為熱帶風暴恩里克（Enrique），並於8月19日凌晨12時左右強化成颶風。該股氣旋在維持此強度數天後，便遇上乾燥的空氣和稍冷的水域，令其弱化成熱帶風暴。然而，恩里克不久便再一次移向更傳導的環境，並開始迅速增強。在8月22日下午6時為止的過去24小時間，該股風暴的最高風速由70英里每小時（110每小時），提升至145英里每小時（233每小時）的頂峰，並被歸類為4級颶風。恩里克其後往西北方向移動，而這段路徑使其再次移入較冷的水域，驅使其迅速減弱。該系統於8月24日下午6時後消散。

### 颶風費法
8月19日，一股熱帶擾動於阿卡普爾科東南偏南形成。該股位處於上層高壓脊南端的系統迅速朝西北偏西移動，並於8月21日凌晨12時左右發展成熱帶低氣壓。於非常溫暖的水域上的持續發展使該股低氣壓於6小時成為熱帶風暴費法（Fefa），並於8月22日上午6時增強成颶風。同日較後時間，費法形成了一個清晰的風眼。8月23日中午12時，它以3級颶風的強度達到頂峰，風速達115英里每小時（185每小時）。一股持續而迅速的西北偏北路徑使費法移入越來越冷的水域，促使其減弱。該系統於8月25日凌晨12時，於開闊的東太平洋上空消散。

### 颶風吉列爾莫
9月7日，一片擾動天氣區在特萬特佩克灣南部形成。9月8日下午6時左右，該片天氣區發展成熱帶低氣壓，並於12小時後增強為熱帶風暴吉列爾莫（Guillermo）。上層高壓脊西南側的氣流使風暴轉往西北方向移動，而系統在溫暖水域上移動亦使其增強。9月11日下午6時左右，它增強為颶風，最高風速達75英里每小時（121每小時）。吉列爾莫的移動速度在下加利福尼亞州南部較冷的水域中減弱，最終於9月13日中午12時後消散。

### 熱帶風暴希爾達
10月1日，一股擾動天氣區在瓜地馬拉南部形成。它向西移動，並於10月4日凌晨12時左右發展成一股熱帶低氣壓。經過一段短時間的強化後，該股低氣壓於10月5日早上6時左右增強成熱帶風暴希爾達（Hilda），其時風速達45英里每小時（72每小時）。一股向西移動的路徑使該氣旋經過較冷的水域，並於10月6日下午6時後在開闊的東太平洋上空消散。

### 颶風伊格納西奧
希爾達消散後兩星期，一股新的熱帶擾動於10月22日，在瓜地馬拉西南方形成。該股擾動持續向西進，於10月23日下午6時左右發展成熱帶低氣壓，並於翌日中午12時增強成熱帶風暴伊格納西奧（Ignacio）。彎向西北方向的路徑使該股氣旋越過愈來愈暖的水域，並於10月26日下午6時左右達到颶風程度。伊格納西奧其後進入一段快速增強期，於短短6小時內由2級颶風增強至4級颶風。10月27日下午6時，一架美國空軍偵察飛機就該股強暴風進行調查，發現該系統的最高風速達145英里每小時（233每小時），追平恩里克成為全季風速最強的風暴；另亦發現直徑達25英里（40）、只被低空雲層覆蓋的風眼。

伊格納西奧轉向北上，並急速轉往東移，進入較冷的水域。隨後對風暴的偵察發現其內部結構出現多種變化，包括直徑達6英里（9.7）的針眼（最終該針眼變得模糊不清）。伊格納西奧朝墨西哥海岸線加速移動，並於10月30日中午12時左右於科利馬州曼萨尼约東南偏南約160英里（260）處登陸，其時風速已大幅減弱至35英里每小時（56每小時）。該系統於6小時後轉變成溫帶氣旋，並於翌日在尤卡坦半島上空消散。

### 熱帶風暴希梅納
全季最後一場風暴源於11月13日，在巴拿馬南部的一片熱帶擾動。系統其後逐漸向西移動，並於11月15日早上6時左右發展成熱帶低氣壓。該區溫暖的水域助長了低氣壓的發展，並於11月16日凌晨12時增強成熱帶風暴希梅納（Jimena）。同日下午6時左右，該股氣旋的最高風速達65英里每小時（105每小時）。其後，一股穿過特萬特佩克灣、寒冷而乾燥的北風開始影響希梅納，導致其減弱。系統中心於11月18日上午6時後消散，但衛星圖片顯示，其殘餘仍於其後3天持續。

### 其他風暴
除了上述獲得命名的氣旋外，1979年亦出現數股未有獲得命名的熱帶低氣壓。在安德烈斯形成前不久，一股熱帶低氣壓於5月31日，在曼薩尼約南面形成。它其後轉往西北方向移動，進入較冷的水域，並於6月1日消散。7月16日，另一股熱帶低氣壓在卡洛斯北面形成。然而，該股熱帶低氣壓幾乎立即在寒冷的水域上減弱，並於同日中午12時左右，在南下加利福尼亞離岸上空消散。全季記錄中最後一個熱帶低氣壓於9月4日，在特萬特佩克灣南面形成。同日下午6時，系統於阿卡普爾科東南偏東約165英里（266）處登陸，並於登陸後迅速消散。

## 風暴名稱
下表顯示1979年用來給東太平洋風暴命名的名稱。列表中沒有命名的命稱以灰色顯示。
| - Andres - Blanca - Carlos - Dolores - Enrique - Fefa - Guillermo | - Hilda - Ignacio - Jimena - Kevin（未用） - Linda（未用） - Marty（未用） - Nora（未用） | - Olaf（未用） - Pauline（未用） - Rick（未用） - Sandra（未用） - Terry（未用） - Vivian（未用） - Waldo（未用） |

## 季節影響
下表列出了1979年太平洋颶風季形成的所有風暴，當中包括其存在周期、名稱、影響區域、損失數額和死亡人數。所有損失和死亡人數包括風暴處於溫帶氣旋、东风波或低气压時期，而損失數額單位均為美元。
| 萨菲尔-辛普森飓风风力等级 |    |    |    |    |    |    |
| TD                        | TS | C1 | C2 | C3 | C4 | C5 |

| 安德烈斯   | 5月31日－6月4日   | 二级飓风 | 100 (155) | ≤992 | 墨西哥 | 無 | 2  | [ 3 ] [ 4 ] |
| 布蘭卡     | 6月21－25日       | 热带风暴 | 50 (85)   | 未知 | 無     | 無 | 無 | [ 3 ]       |
| 卡洛斯     | 7月14－16日       | 热带风暴 | 50 (85)   | 未知 | 無     | 無 | 無 | [ 3 ]       |
| 多洛雷斯   | 7月17－23日       | 三级飓风 | 120 (195) | 未知 | 無     | 無 | 無 | [ 3 ]       |
| 恩里克     | 8月17－24日       | 四级飓风 | 145 (230) | 未知 | 無     | 無 | 無 | [ 3 ]       |
| 費法       | 8月21－25日       | 三级飓风 | 115 (185) | 未知 | 無     | 無 | 無 | [ 3 ]       |
| 吉列爾莫   | 9月8－13日        | 一级飓风 | 75 (120)  | ≤994 | 無     | 無 | 無 | [ 3 ]       |
| 希爾達     | 10月4－6日        | 热带风暴 | 45 (75)   | ≤994 | 無     | 無 | 無 | [ 3 ]       |
| 伊格納西奧 | 10月23－30日      | 四级飓风 | 145 (230) | 938  | 墨西哥 | 無 | 無 | [ 3 ]       |
| 希梅納     | 11月15－18日      | 热带风暴 | 65 (100)  | 未知 | 無     | 無 | 無 | [ 3 ]       |
| 季节总结   |                   |          |           |      |        |    |    |             |
| 10个气旋   | 5月31日－11月18日 |          | 145 (230) | 938  |        | 無 | 2  |             |

## 外部連結
- 中太平洋颶風中心1979年颶風季總結 （页面存档备份，存于）